# Konterschattierung

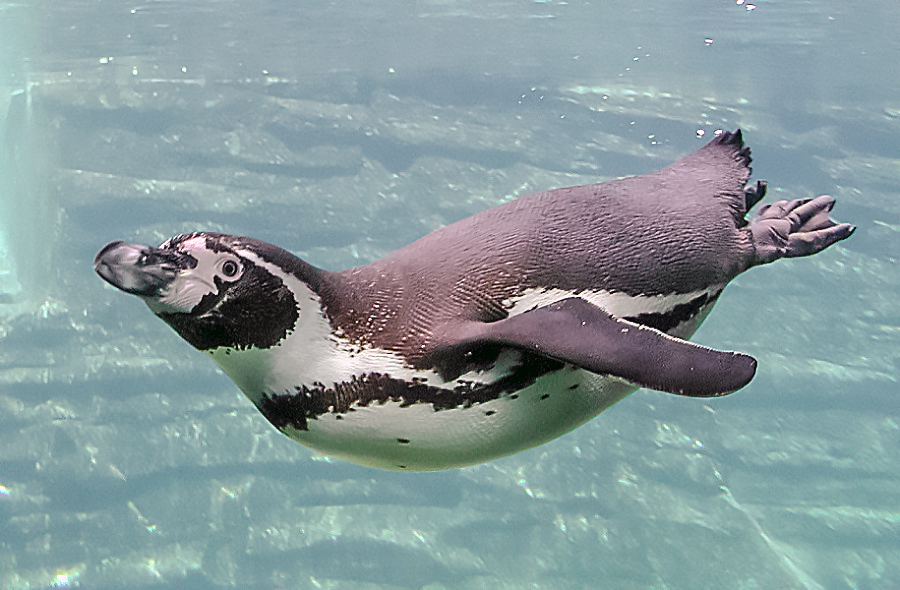
Unter Wasser schwimmender Humboldt-Pinguin

Konterschattierung, auch Gegenschattierung oder Thayer-Prinzip (nach Abbott Thayer), ist eine Form der Tarnung (Biologie), bei der die Unterseite eines Körpers heller gefärbt ist als die Oberseite. Weil der Himmel normalerweise heller ist als die Wasser- oder Erdoberfläche, heben sich Körper gegen den Himmel meist dunkel ab. Eine helle Bauchseite verringert diesen Effekt. Außerdem sind Körper vor einem gleichmäßigen Hintergrund leicht daran zu erkennen, dass sie oben heller sind als unten. Eine vom Rücken zum Bauch hin heller werdende Färbung verringert diesen Effekt.
Eine weitere Form der Konterschattierung ist nicht entgegen dem Lichteinfall gestaltet, sondern entgegen den Konturen des eigenen Körpers. Eine kontrastreiche Färbung, die der eigenen Silhouette zuwiderläuft, macht einen Körper schwerer erkennbar. Schwertwale haben z. B. eine auffällige schwarz-weiße Färbung, die dem Betrachter von weitem eine andere Form vorspiegeln kann.
Konterschattierung kommt bei vielen Landtieren, Vögeln und Fischen vor. Beim Militär nutzt man Konterschattierungs-Anstriche, um Flugzeuge zu tarnen (sh. Tarnen und Täuschen). Die Autoindustrie nutzt Konterschattierung, um die Konturen neu gestalteter Fahrzeuge während der Erprobung geheimzuhalten.